# Besuk (Tempeh)
Besuk is een bestuurslaag in het regentschap Lumajang van de provincie Oost-Java, Indonesië. Besuk telt 5376 inwoners (volkstelling 2010).